# Andrew Rippin
Andrew Rippin, född 16 maj 1950 i London, död 29 november 2016 i Victoria, British Columbia, var en brittiskfödd kanadensisk professor i historia och en välkänd islamolog vid University of Victoria i Kanada. 
Rippin författade ett flertal akademiska verk om Koranens tillkomsthistoria och ursprung.